# بيت الماس العليا (النادرة)

تعديل مصدري - تعديل

بيت الماس العليا هي إحدى قرى عزلة مقنع الأعلى بمديرية النادرة التابعة لمحافظة إب، بلغ تعداد سكانها 513 نسمة حسب تعداد اليمن لعام 2004.